# Oost-Siberië

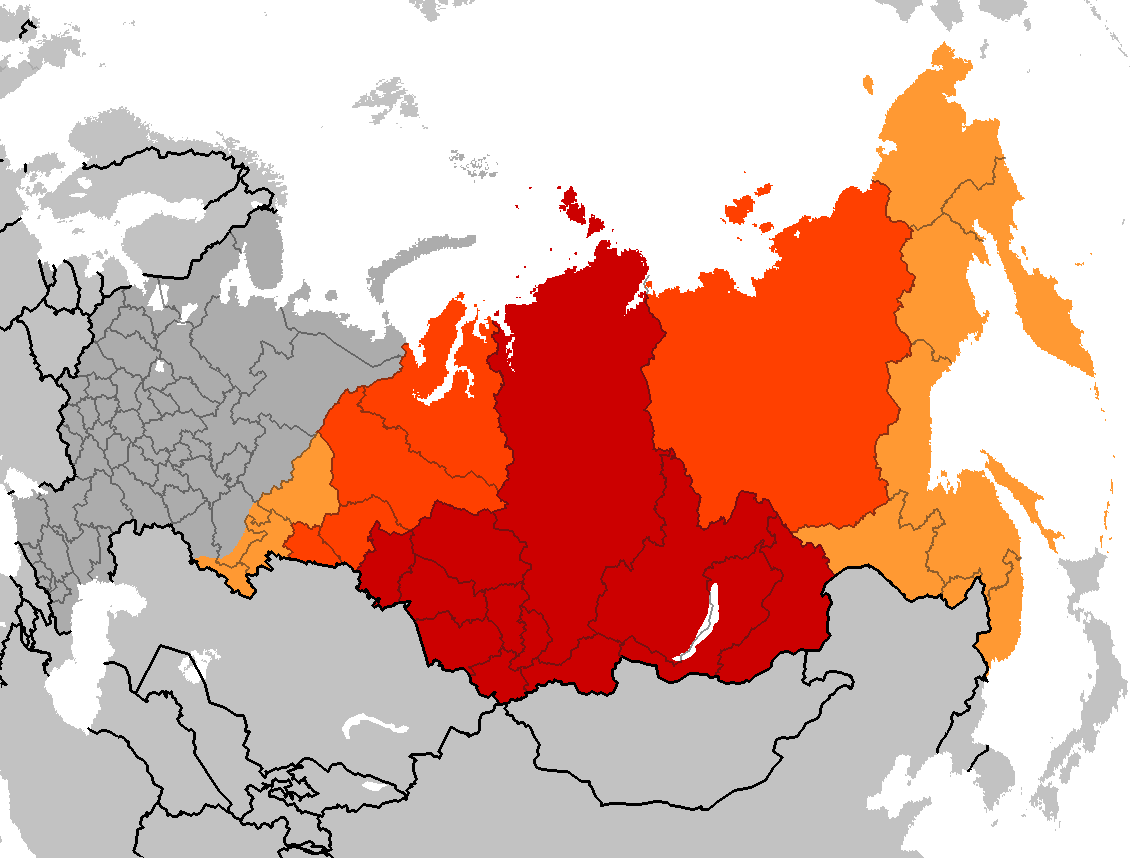
Federaal District Siberië
Geografisch Siberië
Historisch Siberië (en Siberië volgens verscheidene westerse bronnen)

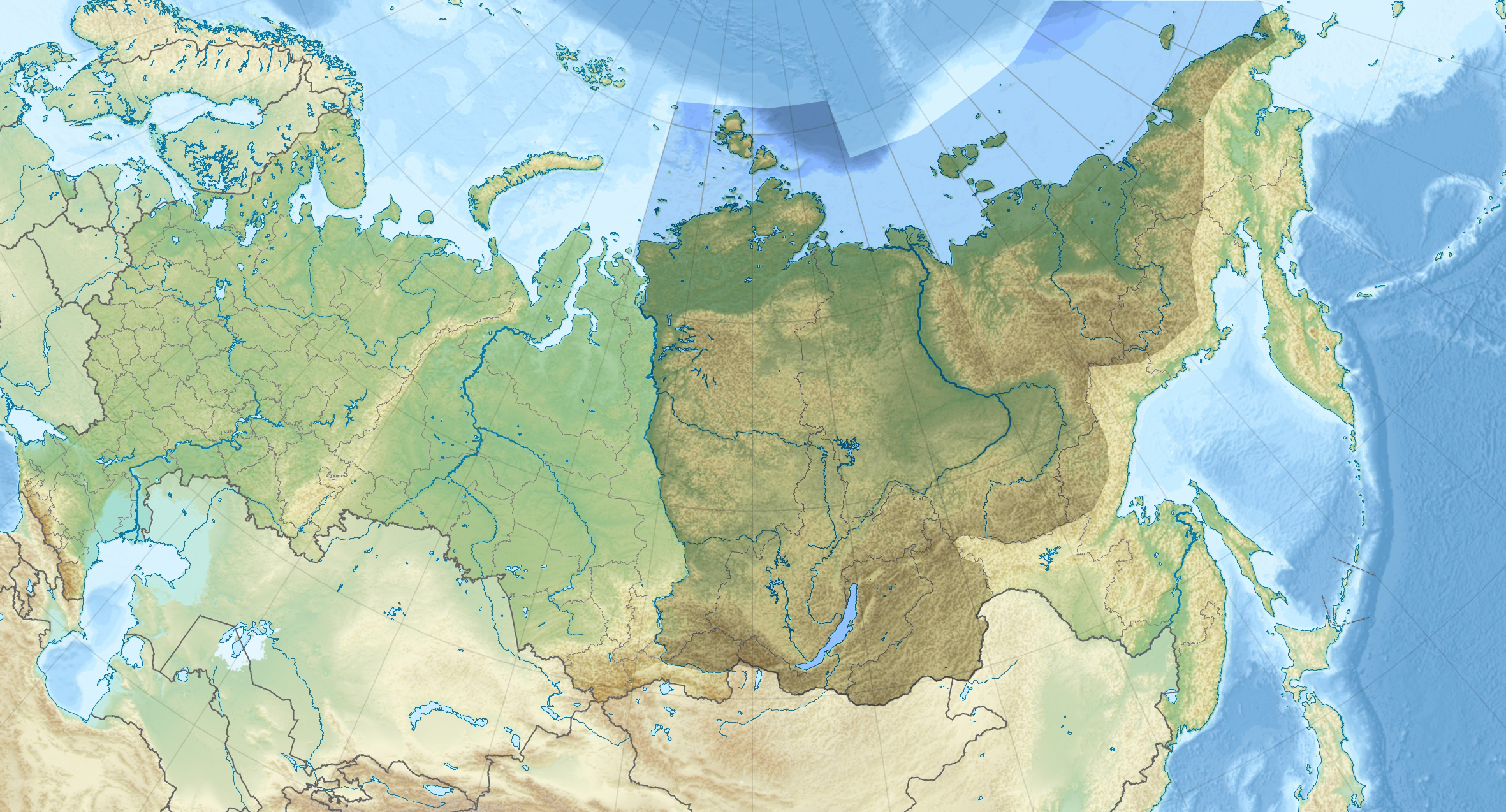
Oost-Siberië geografisch

Oost-Siberië (Russisch: Восточная Сибирь) omvat het oostelijke gedeelte van Siberië gelokaliseerd tussen de Jenisej in het westen en de gebergtes bij de Grote Oceaan in het oosten. Het gebied heeft een oppervlakte van ongeveer 7.200.000 km². Een andere definitie plaatst de westgrens bij de Lena en de oostgrens op het Tsjoektsjenschiereiland bij Kaap Dezjnjov en de Zee van Ochotsk. Het noorden wordt gevormd door de Laptevzee, Oost-Siberische Zee en -bij de tweede definitie- ook door de Tsjoektsjenzee, Beringstraat en Beringzee.
Een groot gedeelte van het gebied is begroeid met taiga in het Midden-Siberisch Bergland, die in het noorden overgaat in de toendra laaglanden en in het zuiden en oosten in de hoge bergruggen van de Westelijke en Oostelijke Sajan, Transbaikal en Jano-Kolyma kraj. Het gebied wordt gekenmerkt door het Oost-Siberisch Bergland en het Oost-Siberisch Laagland.
Het gebied omvat -volgens de eerste definitie- de volgende bestuurlijke gebieden; Jakoetië, Boerjatië, Toeva, de kraj Krasnojarsk, de oblast Irkoetsk en de oblast Tsjita. De grootste steden van het gebied zijn Angarsk, Bratsk, Irkoetsk, Jakoetsk, Krasnojarsk, Norilsk, Oelan-Oede en Tsjita.